# Ephedra funerea
Ephedra funerea — вид голонасінних рослин класу гнетоподібних.

## Опис
Чагарник прямостоячий, 0.25—1.5 м. Кора сіра. Гілки сіро-зелені, коли нові, з віком стають сірими й тріщинуватими. Є крихітні листки у вузлах уздовж гілок. Чоловічі рослини виробляють пилкові шишки у вузлах, вони вузько-еліптичні, довжиною 5-8 мм, а жіночі рослини виробляють насіннєві шишки, які списи оберненояйцюваті, довжиною 8—15 мм, й можуть рости на стеблах. Насіння еліпсоїдальне, розміром 6—10 × 2—4 мм, від блідо-зеленого до світло-коричневого кольору, від гладкого до шорсткого.

## Поширення, екологія
Країни проживання: Сполучені Штати Америки (Аризона, Каліфорнія, Невада). Росте на висотах від 300 м до 1700 м. Чагарник росте в пустельних скрабах, на скелястих схилах з гравійним або піщаним ґрунтом в посушливих районах, іноді на стабілізованих дюнах. Пов'язаний з вапняком гірських хребтів в Неваді. Пов'язана рослинність включає Larrea і Ambrosia.

## Використання
Стебла більшості членів цього роду містять алкалоїд ефедрин і відіграють важливу роль в лікуванні астми та багатьох інших скарг дихальної системи.

## Загрози та охорона
Загальні загрози включають в себе розширення міських районів, таких як Лас-Вегас, збільшення фрагментації середовища проживання через дорожнє будівництво і використання позашляхових транспортних засобів, а також надмірний випас худоби в деяких районах. Росте в кілька охоронних територіях, включаючи англ. California Desert National Conservation Area і НП Долина Смерті.